# 朱韶武
朱韶武，順昌人，清朝政治人物。

## 生平
乾隆十年二月（1745年），於台灣擔任彰化縣儒學訓導，主要為負責教育方面的事務，品等為從七品。